# Taiwanische Badmintonmeisterschaft 1976
Die Taiwanische Badmintonmeisterschaft der Saison 1975/1976 fand vom 22. bis zum 24. August 1975 in Taipeh statt. Es war die 21. Auflage der nationalen Titelkämpfe von Taiwan im Badminton.

## Titelträger
| Disziplin    | Sieger                       |
| ------------ | ---------------------------- |
| Herreneinzel | Liao Kun-fu                  |
| Dameneinzel  | Lim Shour                    |
| Herrendoppel | Chung Tsung-lieh Liao Kun-fu |
| Damendoppel  | Yu Yuk Geor Lim Shour        |
| Mixed        | Lim King-che Yu Yuk Geor     |